# Związek Demokratów „W imię Litwy”
Związek Demokratów „W imię Litwy” (lit. Demokratų sąjunga „Vardan Lietuvos”, DSVL) – litewska partia polityczna o profilu centrolewicowym założona w 2022 przez byłego premiera Sauliusa Skvernelisa. Formacja należy do Europejskiej Partii Zielonych.

## Historia
Ugrupowanie powstało w wyniku rozłamu w Litewskim Związku Chłopów i Zielonych. We wrześniu 2021 z frakcji tego ugrupowania w Sejmie wystąpiło 10 posłów, w tym były premier Saulius Skvernelis. Wraz z kilkoma politykami z grupy łączonej utworzył wówczas nową Frakcję Demokratów „W imię Litwy”. W skład nowej grupy weszli m.in. Rima Baškienė, Vytautas Bakas, Algirdas Butkevičius, Linas Kukuraitis i Tomas Tomilinas. Posłowie nazwali się „konstruktywną opozycją” wobec centroprawicowego rządu Litwy, niechętną do udziału w „polityce podziału i promowania konfliktów”. Lider grupy Saulius Skvernelis podkreślał w mediach, że frakcja proponuje „dialog w podzielonym społeczeństwie”. Frakcja zadeklarowała się jako formacja centrolewicowa, opowiedziała się za redukcją nierówności społecznych i ubóstwa, odwołując się do działalności rządu Sauliusa Skvernelisa w tej dziedzinie. Wspomniano również o „zielonym kursie”, którym podążać powinno państwo, a także konieczności rozwoju nie tylko Wilna, ale również litewskiej prowincji. 
W październiku 2021 Saulius Skvernelis zapowiedział powstanie nowej partii, której zarejestrowanie zaplanowano na początek następnego roku. Jednocześnie opisał poglądy nowej formacji jako z jednej strony lewicowe, z drugiej zaś jako narodowe.
Zjazd założycielski nowego ugrupowania odbył się 29 stycznia 2022 w sali koncertowej w Połądze. Na przewodniczącego wybrano Sauliusa Skvernelisa, o to stanowisko ubiegali się także mer rejonu łoździejskiego Ausma Miškinienė oraz poseł na Sejm Vytautas Bakas. Wcześniej o przyłączeniu się do partii poinformował były minister Kęstutis Mažeika, a także posłanka socjaldemokratów Vilija Targamadzė.
W wyborach lokalnych w 2023 mandaty radnych z list partii uzyskało 125 osób. W 2024 ruch wprowadził jednego swojego kandydata do Europarlamentu. W wyborach parlamentarnych w tym samym roku ugrupowanie uzyskało 9,2% głosów, zdobywając 14 mandatów w Sejmie. Weszło w skład koalicji rządzącej z socjaldemokracją i Świtem Niemna, współtworząc gabinet Gintautasa Paluckasa.